# 돈두르마

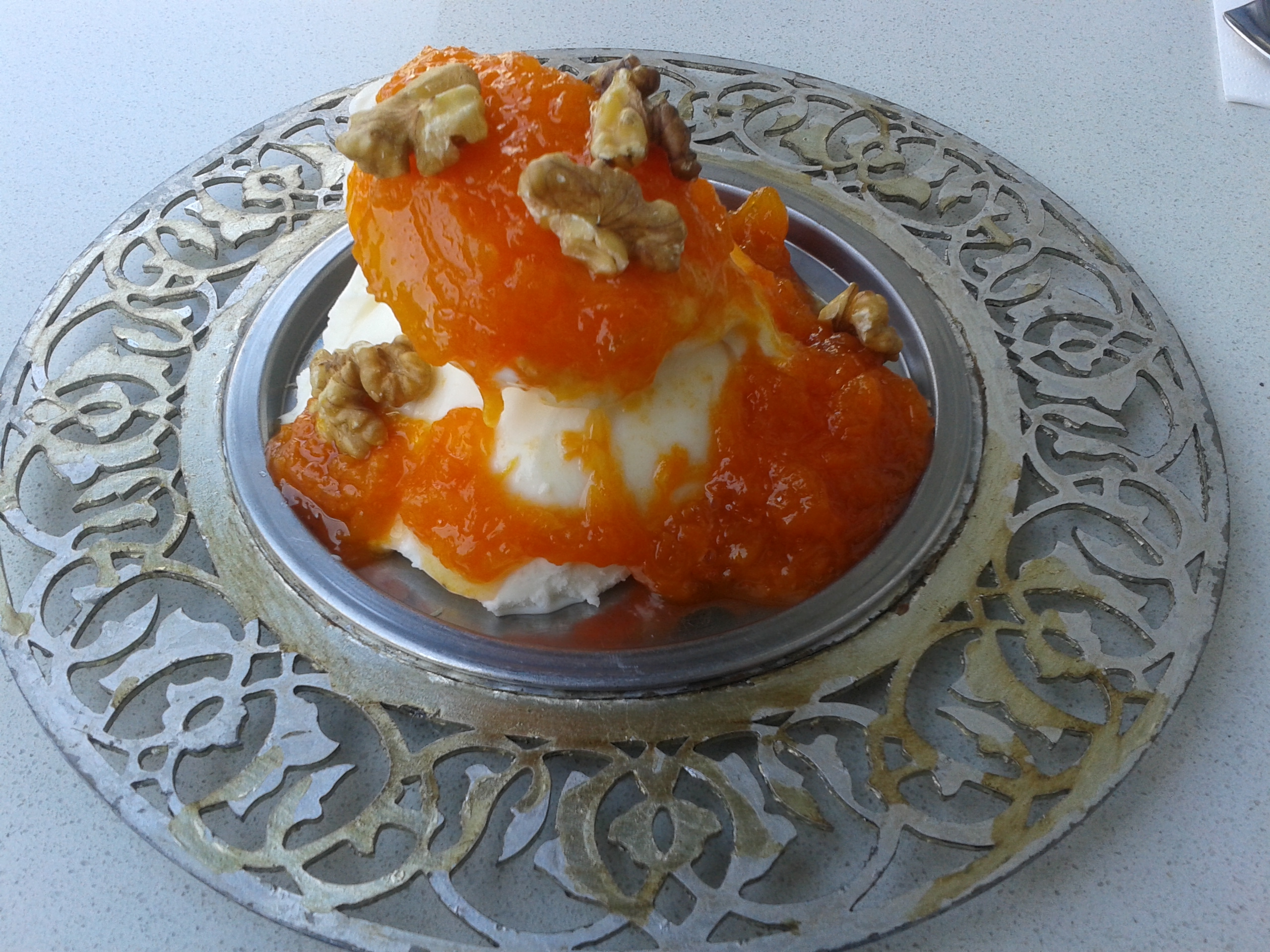
돈두르마

돈두르마(튀르키예어: dondurması)는 튀르키예에서 아이스크림을 부르는 말이다. 돈두르마의 재료는 일반적으로 우유와 설탕, 살렙, 매스틱이 들어간다. 마라시 지방에서 유래되었다 하여 마라슈 아이스크림으로 부르기도 한다. 한국에선 튀르키예 아이스크림이라고 부르기도 한다.
돈두르마의 품질은 특유의 질감으로 결정되는데, 야생 난초의 구근을 말려 가루로 만든 살렙과 질긴 맛을 주는 유향수지를 넣어서 조밀하고 쫄깃한 질감을 만들어낸다.

## 같이 보기
- 아이스크림
- 부자 (유제품)
- 젤라토